# لارس كروم
لارس كروم (بالألمانية: Lars Kraume) (و. 1973  م) هو مخرج أفلام، وكاتب سيناريو، ومنتج أفلام ألماني، ولد في كييتي.

## التعليم
تعلم في الأكاديمية الألمانية للسينما والتلفاز في برلين ‏ (منذ 1994).

## جوائز
حصل على جوائز منها:
- Bernhard Wicki Award  [لغات أخرى]‏، عن عمل: The Silent Revolution (2018 film) [الإنجليزية]‏ (2018)[9]
- رومي  [لغات أخرى]‏ (2017)[7]
- جائزة الفيلم الألماني [الإنجليزية]‏ (2016)[7]
- Hessian Film Award  [لغات أخرى]‏ (2015)[10]
- Deutscher Fernsehpreis [الإنجليزية]‏، عن عمل: Good Morning, Mr. Grothe  [لغات أخرى]‏ (2007)[7]
- German TV Crime Drama Award  [لغات أخرى]‏ (2006)
- جائزة جريم [الإنجليزية]‏، عن عمل: Good Morning, Mr. Grothe  [لغات أخرى]‏ (2000).[7]

## وصلات خارجية
- لارس كروم على موقع IMDb (الإنجليزية)
- لارس كروم على موقع مونزينجر (الألمانية)
- لارس كروم على موقع قاعدة بيانات الأفلام العربية
- لارس كروم على موقع ألو سيني (الفرنسية)
- لارس كروم على موقع أول موفي (الإنجليزية)
- لارس كروم على موقع قاعدة بيانات الفيلم (الإنجليزية)
- لارس كروم على موقع كينوبويسك (الروسية)